# Чрешниці-при-Церклях
Чрешниці-при-Церклях (словен. Črešnjice pri Cerkljah) — поселення в общині Брежиці, Споднєпосавський регіон, Словенія. Висота над рівнем моря: 154,1 м.